# Colt M1902
Colt M1902 —  самозарядний пістолет, розроблений американським конструктором  Дж. М. Браунінгом на початку 1900-х років. За своєю конструкцією, пістолет був модернізованим Colt M1900. Випускався в трьох моделях: кишеньковий, військовий і спортивний.

## Історія

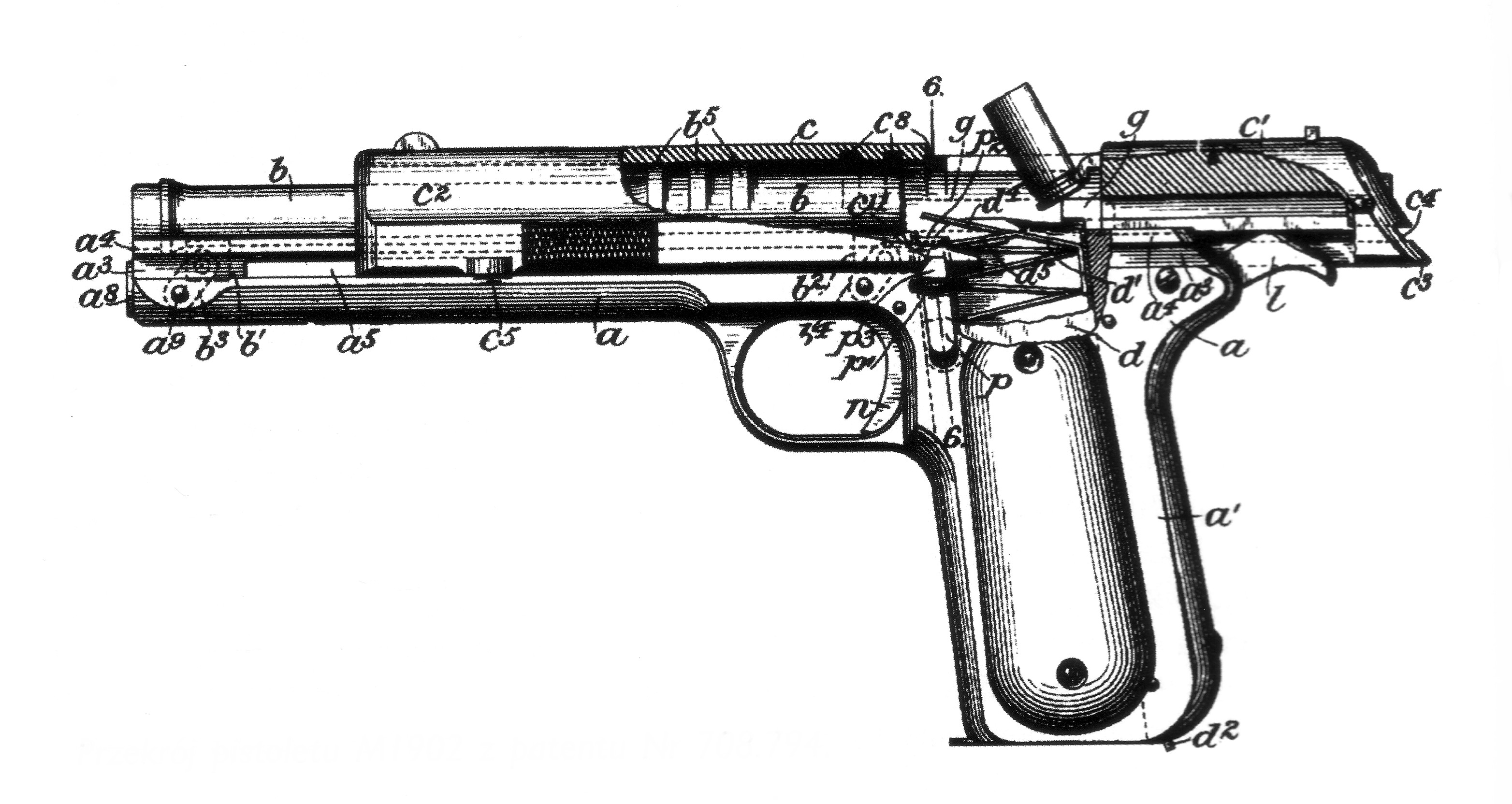
Colt M1902 — ствол з'єднувався з рамкою не однією, а двома сережками, біля казенника і дула, і при відмиканні опускався без перекосу.

На початку XX століття Браунінг розробив ряд довгоствольних пістолетів з коротким ходом ствола: моделі М1900, М1902, М1903 Pocket Hammer, М1905. Бувши попередниками М1911 — дуже популярної моделі, яка згодом була прийнята на озброєння американської армії, вони дещо відрізнялися схемою замикання — ствол з'єднувався з рамкою не однією, а двома сережками, біля казенника і дула, і при відмиканні опускався без перекосу.
За підсумками випробувань і бойового застосування, М1900 був дещо модифікований: місткість магазина збільшилася на один набій (з 7 до 8), з'явилася затворна затримка. Отриману модель запустили у виробництво з 1902 року і тривало до 1928 року, випущено близько 18,068 одиниць. Існувала також спортивна версія — Model 1902 Sporting, у якій місткість магазина відповідала М1900 (7 набоїв), а замість вертикальної насічки в задній частині затвора була перехресна насічка в передній частині. M1902 Sporting виготовлявся в 1902—1907 роках, всього близько 6,927 одиниць.